# Брен льо Шато
Брен льо Шато (на френски: Braine-le-Château) е селище в Централна Белгия, окръг Нивел на провинция Валонски Брабант. Населението му е около 9400 души (2006).